# Władimir Charżewski
Władimir Grigorjewicz Charżewski, ros. Владимир Григорьевич Харжевский (ur. 19 maja 1892 r. w guberni podolskiej, zm. 4 lipca 1981 r. w Lakewood, New Jersey) – rosyjski wojskowy (generał major), emigracyjny działacz wojskowy i kombatancki.

## Życiorys
Ukończył szkołę realną w Winnicy. W 1911 r. został zmobilizowany do armii rosyjskiej. Służył w 47 Ukraińskim Pułku Piechoty. W 1912 r. w stopniu praporszczika odszedł do rezerwy. W 1913 r. rozpoczął naukę w Jekateryńskim Instytucie Górniczym w Sankt Petersburgu. Po wybuchu I wojny światowej ponownie zmobilizowano go do wojska. Walczył w jednym z pułków piechoty na Froncie Północno-Zachodnim, od lata 1916 r. na Froncie Południowo-Zachodnim, a następnie na Froncie Rumuńskim. Kilkakrotnie był ranny. Doszedł do stopnia kapitana. Jesienią 1917 r. wstąpił do Oddziału Rosyjskich Ochotników, który sformował płk M. G. Drozdowski. Uczestniczył w marszu Jassy-Don. Służył w Drozdowskim Pułku Strzeleckim w Armii Ochotniczej gen. Antona I. Denikina (następnie Siły Zbrojne Południa Rosji). Uczestniczył w drugim marszu kubańskim. Wiosną 1919 r. awansował na podpułkownika. Od lata 1919 r. w stopniu pułkownika dowodził batalionem strzeleckim, a następnie 2 Drozdowskim Pułkiem Strzeleckim. Po ewakuacji wojsk białych na Krym na pocz. 1920 r., mianowano go generałem majorem. Na pocz. października tego roku objął dowództwo Drozdowskiej Dywizji Strzeleckiej. Wkrótce wraz z wojskami białych został ewakuowany do Gallipoli. Na emigracji zamieszkał w Bułgarii. W grudniu 1923 r. objął funkcję zastępcy przewodniczącego bułgarskiego oddziału Stowarzyszenia Gallipojczyków. We wrześniu 1924 r. przybył do Pragi, gdzie rozpoczął naukę w Instytucie Górniczym. Jednocześnie aktywnie zaangażował się w działalność białej emigracji rosyjskiej w Czechosłowacji, organizując struktury organizacyjne „gallipojczyków” w różnych miejscowościach. Działał w Rosyjskim Związku Ogólnowojskowym (ROWS). Ponadto był członkiem organizacji bojowej gen. Aleksandra P. Kutiepowa, działającej konspiracyjnie przeciwko ZSRR. Odbywał liczne podróże po różnych krajach Europy. W 1930 r. zawarł porozumienie z polskim wywiadem wojskowym w sprawie przerzucania dywersantów ROWS do Związku Sowieckiego. Po zajęciu części Czechosłowacji przez Niemcy na pocz. 1939 r., odmówił współpracy z okupantami. W listopadzie 1944 r. od gen. Antona Turkula otrzymał propozycję wstąpienia do nowo tworzonego Komitetu Wyzwolenia Narodów Rosji (KONR), ale jej nie przyjął. Na pocz. 1945 r. ewakuował się w głąb Niemiec. Po zakończeniu wojny wyjechał do Maroka, gdzie został buchalterem w firmie Renault. Jednocześnie utworzył lokalne oddziały Stowarzyszenia Gallipojczyków i ROWS. W 1956 r. zamieszkał w USA, pracując jako projektant. W Nowym Jorku współwydawał miesięcznik „Pieriekliczka”, będący organem prasowym miejscowego oddziału Stowarzyszenia Gallipojczyków. W latach 1967–1979 przewodniczył ROWS. Stanął też na czele Stowarzyszenia Gallipojczyków.